# Marcel Fischer
Marcel Fischer (Bienne, 14 agosto 1978) è un ex schermidore svizzero, vincitore di una medaglia d'oro nella scherma ai giochi olimpici.

## Biografia
Ha partecipato, nella spada individuale, ai giochi olimpici di Sydney del 2000, concludendo al quarto posto, e di Atene del 2004, dove ha conquistato la medaglia d'oro.
Nei campionati europei di scherma ha conquistato una medaglia d'oro a Copenaghen nel 2004, nella gara di spada a squadre.
Partecipa a Città del Capo nel 1997 al suo primo Campionato del Mondo di spada, la sua specialità, classificandosi al 48º posto.
Ad appena 22 anni sfiora la medaglia olimpica nei Sydney del 2000, dove in semifinale viene battuto 15-13 dal francese Hugues Obry e dopo, nella finalina per la medaglia di bronzo, 15-14 dal coreano Lee Sang-Gi. Nella stessa stagione vince la sua prima prova di Coppa del Mondo di scherma a Buenos Aires.
Nel 2003 nel Campionato del Mondo di L'Avana coglie con il 18º posto. Chiude quella stagione al 2º posto nella classifica di Coppa del Mondo di scherma, con le vittorie nelle prove di Innsbruck e Bratislava, il secondo posto a Berna, Buenos Aires, Legnano e Tunisi, ed il podio a Bogotà e Parigi.
L'anno successivo ci sarà il massimo titolo della sua carriera, la medaglia d'oro olimpica nei Atene del 2004, battendo nella finalissima il cinese Wang Lei per 15-9. Lo stesso anno è 2° in Coppa del Mondo di scherma con la vittoria nella prova di Stoccolma, il secondo posto ad Heidenheim e Bratislava, ed il podio a Bogotà e Vancouver.
Nel 2005 al Campionato del Mondo di Lipsia si piazza al 6º posto, la sua migliore classifica nella massima rassegna iridata. Quella stagione vincerà anche la prova di Coppa del Mondo di scherma di Berna.
Nel 2006 nel Campionato del Mondo di Torino sarà 11° ed in Coppa del Mondo di scherma giunge al secondo posto nelle tappe di Berna e Doha.
Nel 2007 l'unico risultato significativo è il 2º posto nella "sua" gara di Berna. Concluderà al 19º posto nella classifica di Coppa del Mondo di scherma.
Nel 2008, suo ultimo anno di attività agonistica, si classificherà al 17° nella Coppa del Mondo di scherma, fallendo la qualificazione per i giochi olimpici di Pechino del 2008, lasciando quindi il titolo senza poterlo difendere in pedana.
Terminata la stagione si ritirerà dall'attività internazionale per praticare la professione medica presso l'ospedale cantonale di Muensterlingen.

## Palmarès
In carriera ha conseguito i seguenti risultati:
- Giochi olimpici:

Atene del 2004: oro nella spada individuale.
- Europei di scherma

2004 - Copenaghen: oro nella spada a squadre.
- Coppa del Mondo

2° 2002- 2003
2° 2003 -2004
13° 2004- 2005
11° 2005 -2006
19° 2006- 2007
17° 2007- 2008